# Eudora Mail
Eudora Mail — клиент электронной почты, созданный в 1988 году Стивом Дорнером для компьютеров Macintosh. Первая версия работала по протоколу POP3.
Первое название программы — Юдора Уэлти.
В 1991 году права на программу были приобретены компанией Qualcomm, которая разделила программу на два варианта: Eudora Lite с лицензией freeware и Eudora Pro с коммерческой лицензией. При этом Qualcomm привлекла к дальнейшей разработке создателя программы и его коллег. В 2003 году Qualcomm стала предлагать Eudora Pro со спонсируемой лицензией (adware).
C 2006 года версия Pro больше не выпускается. Последняя коммерческая версия для MacOS — 6.2, для Windows — 7.1.
В 2006 году версия 8.0 преобразована в проект с открытым исходным кодом на базе Mozilla Thunderbird и названа Penelope, затем переименована в Eudora OSE (Eudora Open Source Edition).
В 2010 разработка прекращена, в 2013 году Eudora OSE объявлена устаревшей и пользователям рекомендовано переходить на Mozilla Thunderbird.
В 2018 году компания Qualcomm передала Музею компьютерной истории исходные тексты, торговую марку, домены eudora.com/eudora.org и все права на один из старейших графических почтовых клиентов Eudora. Музей также получил право перелицензировать код и опубликовать его под лицензией BSD. Перед публикацией код очищен от использования обсценной лексики в комментариях, что было одним из условий открытия кода. Из кода также удалены сторонние проприетарные компоненты, на открытие которых у Qualcomm нет прав.